# شاه‌بوف آکون
شاه‌بوف آکون (نام علمی: Ketupa leucosticta) گونه‌ای از جغدها از تیرهٔ جغدان راستین (Strigidae) و بومی جنگل‌های بارانی استوایی آفریقا است.
شاه‌بوف آکون دارای محدوده لکه‌ای است که از طریق تعدادی از کشورهای غرب آفریقا که دارای خطوط ساحلی در خلیج گینه، از شرق گینه تا کامرون و از جنوب تا آنگولا هستند، امتداد می‌یابد و در داخل کشور تا جنوب جمهوری آفریقای مرکزی، کنگو و تا بخش‌هایی از جمهوری دموکراتیک کنگو گسترش می‌یابد.